# 5-ös típusú könnyű harckocsi
A 5-ös típusú (五式軽戦車 ケホ; Hepburn: Go-shiki keisensha Keho; közismertebb nevén Type 5 Ke-Ho) harckocsi a második világháború végén tervezett japán könnyű harckocsi. Ez volt az utolsó háborús japán könnyű harckocsi, ami állítólag elkészült. A Csi-Ha és a 98 típusú Ke-Ni harckocsik ötvözetének tekinthető.

## Tervezés
Ezt a harcjárművet a Hino Motors cég kezdte fejleszteni 1942-ben, hogy a még szintén tervezésben lévő 98 típusú Ke-Ni harckocsinál hatékonyabb könnyű tankkal álljanak elő. Mint a japán harckocsi tervek nagy része ez is arra a sorsa jutott, hogy a Japán Császári Haditengerészet prioritást élvezett a nyersanyagok beszerzése terén így a fejlesztés anyaghiány miatt nagyon lassan haladt. Állítólag 1945-ben sikerült megépíteni egy prototípust, de erről hiteles adat vagy fénykép még nem került elő.
Tervezésének egyik célja az volt, hogy kiküszöböljék a könnyű harckocsik azon hibáját, hogy nehézgéppuskával is át lehet lőni a páncéljukat. Ezért a páncélvastagságot bizonyos helyeken megnövelték 20mm-re. Sok alkatrészt nem módosítottak rajta, hogy a gyártósorokat ne kelljen módosítani, ha a harckocsi sorozatgyártásra kerül. Hasonlított a 97 típusú Csi-Ha-ra mivel annak a módosított alvázát kapta, de annál valamivel kisebb lett volna valamint páncélzata hegesztéssel készült hasonlóan a Csi-He harckocsihoz. Tornya a Shinhoto Csi-Ha módosított verziója volt és sokban hasonlított volna a 98-as típusú Csi-Ho harckocsi tornyához. Lövege az a 47mm-es 1-es típusú löveg volt, amit a Shinhoto Csi-Ha-ba is beépítettek ezzel tűzereje nem lett volna kimagasló. A löveget függőleges -9 és +11 fok közt lehetett volna kitéríteni. 1 darab 7,7mm-es 97-es típusú géppuskát szereltek volna be a harckocsiba az viszont nem tisztázott, hogy hova. Fantáziarajzokon a homlokpáncélba van beépítve ez azonban nem biztos, hogy így is volt. Azt is lehetségesnek tartják, hogy a torony hátuljába vagy oldalában kapott volna helyet. Az sem világos, hogy milyen motort építettek a tankba, de nagy valószínűséggel egy Mitsubishi NVD 61020 soros hathengeres léghűtéses dízelmotort szereltek bele, ami 2000-es fordulaton 150 lóerőt adott le, de más elmélet szerint azt a 130 lóerős Mitsubishi 100-as típusú dízelmotort kapta volna, amit a Ke-Ni-be is beépítettek. Az adatok alapján a mozgékonysága nem tűnt rossznak. Felfüggesztésén a Csi-Ha-hoz képest nem sokat módosítottak bár a kisebb méret miatt átalakításokra szükség volt. Erőátviteli szerkezetét a Ke-Ni-től kapta volna. Sebességváltóján négy előre és egy hátrameneti fokozat volt valamint irányítása a tengelykapcsoló és a fékrendszer segítségével történt volna.
A könnyű harckocsik közt hatékony lehetett volna, mert az adatok alapján sok mindenben a Csi-Ha-hoz hasonlított azonban már tervezésének idejében sem számított korszerűnek. M3 Stuart és M5 Stuart harckocsik ellen még beválhatott volna azonban olyan ellenfelek ellen, mint az M4 Sherman vagy a háború vége felé megjelent M26 Pershing harckocsik ellen nem sok sikerrel vehette volna fel a versenyt.

## Műszaki adatok

### Tulajdonságok
- Személyzet: 4 fő
- Hossz: 4,38 m
- Szélesség: 2,24 m
- Magasság: 2,23 m
- Hasmagasság: 0,35 m
- Tömeg: 9-10 tonna
- Legyártott mennyiség: Állítólag egy prototípus.

### Fegyverzet
- Elsődleges fegyverzet: 47 mm-es 1-es típusú löveg
- Másodlagos fegyverzet: 1 darab 7,7 mm-es 97-es típusú géppuska
- Lőszer: 90 darab lőszer, 1400 darab géppuskalőszer

### Páncélzat
- 8-20mm

### Mozgékonyság
- Motor: Mitsubishi NVD 6120 soros hathengeres, léghűtéses dízelmotor vagy Mitsubishi 100-as típus dízemotor
- Teljesítmény: 130 vagy 150 lóerő
- Fajlagos teljesítmény: 15 lóerő/tonna
- Felfüggesztés: spirális
- Sebesség: 50 km/h
- Hatótávolság: 250 km

## Típusváltozatok
- Állítólag a harckocsi alapján a torony eltávolításával építettek volna egy páncélvadász járművet, amelybe a 75mm-es 99 típusú löveget építették volna, amellyel a 2-es típusú Ho-I páncélost is felszerelték. Sosem épült meg.

## Fordítás
- Ez a szócikk részben vagy egészben  a   Type_5_Ke-Ho című  Wikipédia-szócikk fordításán alapul.  Az eredeti cikk szerkesztőit annak laptörténete sorolja fel. Ez a jelzés csupán a megfogalmazás eredetét és a szerzői jogokat jelzi, nem szolgál a cikkben szereplő információk forrásmegjelöléseként.